# هتل پارس (مشهد)

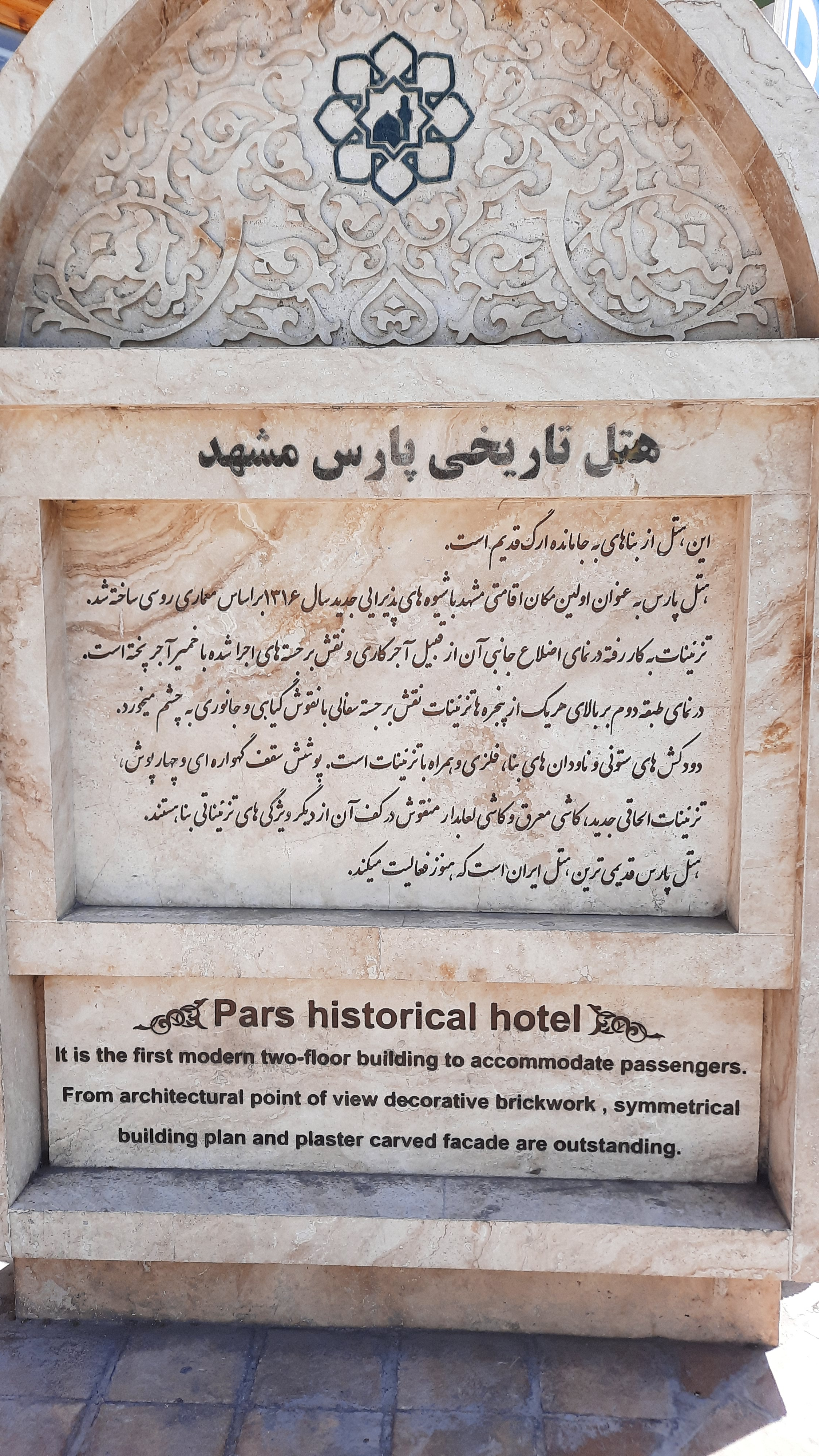
نمایی از سنگ‌نوشته نصب شده در مقابل هتل پارس

هتل پارس مربوط به اوایل دوره پهلوی است و در مشهد، خیابان امام خمینی، روبروی باغ ملی واقع شده و این اثر در تاریخ ۱۲ تیر ۱۳۸۴ با شمارهٔ ثبت ۱۲۰۶۷ به‌عنوان یکی از آثار ملی ایران به ثبت رسیده است.